# Route nationale 217 (Vietnam)
Pour les articles homonymes, voir Route 217.
La route nationale 217 (vietnamien : Quốc lộ 217, sigle QL.217) est une route nationale au Viêt Nam,.

## Parcours
La route nationale 217 est une route dans la province de Thanh Hoa au Viêt Nam.
Son parcours est long de 196 km. 
Elle part du croisement Do Len avec la route nationale 1 dans la ville de Hà Trung. 
Elle se termine au poste de Na Meo de la frontière entre le Laos et le Viêt Nam et se prolonge par la route nationale 6 du Laos.
La route 217 croise la route nationale 45, la route nationale 15 et la route Hô Chi Minh. 
La route traverse des zones montagneuses accidentées, et pendant la saison des pluies il se produit souvent des glissements de terrain provoquant des embouteillages.